# Liste der Kulturgüter in Wollerau
Die Liste der Kulturgüter in Wollerau enthält alle Objekte in der Gemeinde Wollerau im Kanton Schwyz, die gemäss der Haager Konvention zum Schutz von Kulturgut bei bewaffneten Konflikten, dem Bundesgesetz vom 20. Juni 2014 über den Schutz der Kulturgüter bei bewaffneten Konflikten sowie der Verordnung vom 29. Oktober 2014 über den Schutz der Kulturgüter bei bewaffneten Konflikten unter Schutz stehen.
Objekte der Kategorie A sind im Gemeindegebiet nicht ausgewiesen, Objekte der Kategorie B sind vollständig in der Liste enthalten, Objekte der Kategorie C fehlen zurzeit (Stand: 1. Januar 2023). Unter übrige Baudenkmäler sind zusätzliche Objekte zu finden, die gemäss Angaben des kantonalen Denkmalschutzes als geschützte Denkmäler eingestuft wurden und nicht bereits in der Liste der Kulturgüter enthalten sind.

## Kulturgüter
| Foto |                                                                  | Objekt                                | Kat. | Typ | Standort                            | Beschreibung |
| ---- | ---------------------------------------------------------------- | ------------------------------------- | ---- | --- | ----------------------------------- | ------------ |
| ja   | Datei hochladen · Wikidata zu Gmuret Hus (Q29882331)             | Gmuret Hus KGS-Nr.: 04903             | B    | G   | Bächergässli 10b 697175 / 228117    |              |
| ja   | Datei hochladen · Wikidata zu Pfarrkirche St. Verena (Q14531631) | Pfarrkirche St. Verena KGS-Nr.: 04904 | B    | G   | Felsenstrasse 1 697025 / 228015     |              |
| BW   | Datei hochladen · Wikidata zu Altes Gemeindehaus (Q29882330)     | Altes Gemeindehaus KGS-Nr.: 04905     | B    | G   | Strählgasse 5 697065 / 227904       |              |
| BW   | Datei hochladen · Wikidata zu Haus Hürüggis (Q29882335)          | Haus Hürüggis KGS-Nr.: 13000          | B    | G   | Verenastrasse 4a, 6 697240 / 227759 |              |
| BW   | Datei hochladen · Wikidata zu Hotel Neuhaus (Q29882336)          | Hotel Neuhaus KGS-Nr.: 13001          | B    | G   | Dorfplatz 1 697076 / 227983         |              |
| BW   | Datei hochladen · Wikidata zu Pfarrhaus (Q29882338)              | Pfarrhaus KGS-Nr.: 13002              | B    | G   | Hauptstrasse 28 697033 / 227992     |              |
| ja   | Datei hochladen · Wikidata zu Schulhaus (Q29882340)              | Schulhaus KGS-Nr.: 13003              | B    | G   | Bächergässli 5 697100 / 228093      |              |

## Übrige Baudenkmäler
| ID     | Foto |                                                          | Objekt             | Typ | Standort                                      | Beschreibung |
| ------ | ---- | -------------------------------------------------------- | ------------------ | --- | --------------------------------------------- | ------------ |
| 28.004 | BW   | Datei hochladen                                          | Kapelle Erlen      | G   | Erlenstrasse 695588 / 227432                  |              |
| 28.008 | BW   | Datei hochladen                                          | Haus               | G   | Itlimoosweg 30 695157 / 227165                |              |
| 28.010 | BW   | Datei hochladen                                          | Haus               | G   | Roosweidweg 5 696985 / 227245                 |              |
| 28.011 | BW   | Datei hochladen                                          | Haus               | G   | Roosstrasse 33 697155 / 227434                |              |
| 28.012 | BW   | Datei hochladen                                          | Altes Brockenhaus  | G   | Bächergässli 48 697476 / 228487               |              |
| 28.013 | BW   | Datei hochladen                                          | Scheune            | G   | Bächergässli 50 697489 / 228484               |              |
| 28.016 | BW   | Datei hochladen                                          | Gasthaus Verenahof | G   | Roosstrasse 11 697170 / 227820                |              |
| 28.017 | ja   | Datei hochladen · Wikidata zu Haus Neumühle (Q123575581) | Haus Neumühle      | G   | Allenwindenstrasse 9 694395 / 226763          |              |
| 28.018 | ja   | Datei hochladen                                          | Neumühle           | G   | Allenwindenstrasse 10 694382 / 226727         |              |
| 28.019 | BW   | Datei hochladen                                          | Haus               | G   | Allenwindenstrasse 65 695100 / 226449         |              |
| 28.020 | ja   | Datei hochladen                                          | Haus St. Verena    | G   | Strählgasse 1 / Roosstrasse 2 697075 / 227939 |              |

Legende: Siehe Legende der Liste der Kulturgüter von nationaler und regionaler Bedeutung. Anstelle der KGS-Nummer wird als Objekt-Identifikator (ID) die Nummer im Kantonalen Schutzinventar (KSI) verwendet.